# Biencourt-sur-Orge
Biencourt-sur-Orge település Franciaországban, Meuse megyében. Lakosainak száma 112 fő (2022. január 1.). Biencourt-sur-Orge Couvertpuis, Hévilliers, Montiers-sur-Saulx, Ribeaucourt, Saint-Joire és Tréveray községekkel határos.

## Népesség
A település népességének változása:
| Lakosok száma | 205  | 153  | 161  | 151  | 112  | 119  | 123  | 125  | 121  | 112  |
|               | 1968 | 1982 | 1990 | 2006 | 2013 | 2015 | 2017 | 2019 | 2020 | 2022 |